# ناویا کوندو
ناویا کوندو (به انگلیسی: Naoya Kondo) بازیکن فوتبال اهل ژاپن و عضو تیم ملی فوتبال ژاپن است که در تاریخ ۲۴ فوریه ۲۰۱۲ میلادی اولین بازی ملی‌اش را انجام داد. او در ۱ بازی ملی حضور داشت و آخرین بازی ملی خود را در تاریخ ۲۴ فوریه ۲۰۱۲ میلادی انجام داد. ناویا کوندو در بازی‌های ملی‌اش
گلی به ثمر نرساند.